# مارتون بادر
مارتون بادر (بالمجرية: Báder Márton)‏ مواليد 23 سبتمبر 1980 في بودابست، هو لاعب كرة سلة مجري. بدأ مسيرته الاحترافية في سنة 1998.

## المسيرة الاحترافية
لعب مع نادي بودابست هونفيد لكرة السلة من سنة 1998 إلى 2000، ثم لعب مع نادي كركا لكرة السلة من سنة 2002 إلى 2004، ثم لعب مع نادي سيبونا لكرة السلة في موسم 2004–2005، ثم لعب مع باسكت مانريسا في الدوري الإسباني في سنة 2006، ثم لعب مع نادي سيبونا لكرة السلة في موسم 2006–2007.

## روابط خارجية
- مارتون بادر على موقع الاتحاد الدولي لكرة السلة (الإنجليزية)
- مارتون بادر على موقع الدوري الأوروبي لكرة السلة (الإنجليزية)
- مارتون بادر على موقع الدوري الإسباني لكرة السلة (الإسبانية)
- مارتون بادر على موقع كرة السلة الأوروبية.كوم (الإنجليزية)
- مارتون بادر على موقع ريلجم (الإنجليزية)
- مارتون بادر على موقع بروبوليرز (الإنجليزية)
- مارتون بادر على موقع سبورتس رفرنس (الإنجليزية)